# NGC 7827
NGC 7827 este o galaxie situată în constelația Peștii. A fost descoperită în 25 septembrie 1830 de către John Herschel. Se află la o distanță de 71,31 de megaparseci de Pământ.